# Региональный исторический музей (Плевен)
Региональный исторический музей — Плевен (болг. Регионален исторически музей — Плевен) был основан в 1953 году и является одним из крупнейших музеев в Болгарии. Музей расположен в двухэтажном здании недалеко от центра города Плевен, которое является памятником культуры национального значения и имеет площадь в 7 000 м². Его основной фонд насчитывает более 180 000 единиц хранения, а в библиотеке музея хранится более 10 000 томов научной литературы и периодических изданий. 

## История
Региональный исторический музей ведёт свою историю от местного археологического общества, основанного в 1903 году, в задачи которого входило создание музея, а также открытие и исследование исторических памятников города и региона. Первые раскопки римской крепости Сторгозия в парке Кайлыка в мае 1905 года были организованы и проведены обществом под руководством Юрдана Кантарджиева.
Музейная коллекция, в которой экспонировались найденные предметы, была собрана обществом в 1911 году. В 1923 году все материалы были перевезены в общественный центр Сагласье, где был создан музей.
Официально основанный в 1953 году музей в 1984 году переехал в своё нынешнее здание, которое было построено в 1884-1888 годами итальянцами в качестве казармы. Музей стал региональным 1 июля 2000 года, охватив Плевенскую и Ловечскую области.

## Коллекция
Постоянная экспозиция музея, насчитывающая около 5 000 экспонатов, расположена в 24 залах и разделена на 5 отделов, посвящённых археологии, этнографии, Болгарскому национальному возрождению и османской Болгарии, современной истории и природе. Кроме того, нумизматическая коллекция, включающая 25 000 монет, считается одной из самых богатых в Болгарии.